# Geocharidius
Geocharidius is een geslacht van kevers uit de familie van de loopkevers (Carabidae). De wetenschappelijke naam van het geslacht is voor het eerst geldig gepubliceerd in 1963 door Jeannel.

## Soorten
Het geslacht Geocharidius omvat de volgende soorten:
- Geocharidius gimlii Erwin, 1982
- Geocharidius integripennis (Bates, 1882)
- Geocharidius phineus Erwin, 1982
- Geocharidius romeoi Erwin, 1982
- Geocharidius tagliantii Erwin, 1982
- Geocharidius zullinii Vigna Taglianti, 1973